# DV-2 (エンジン)

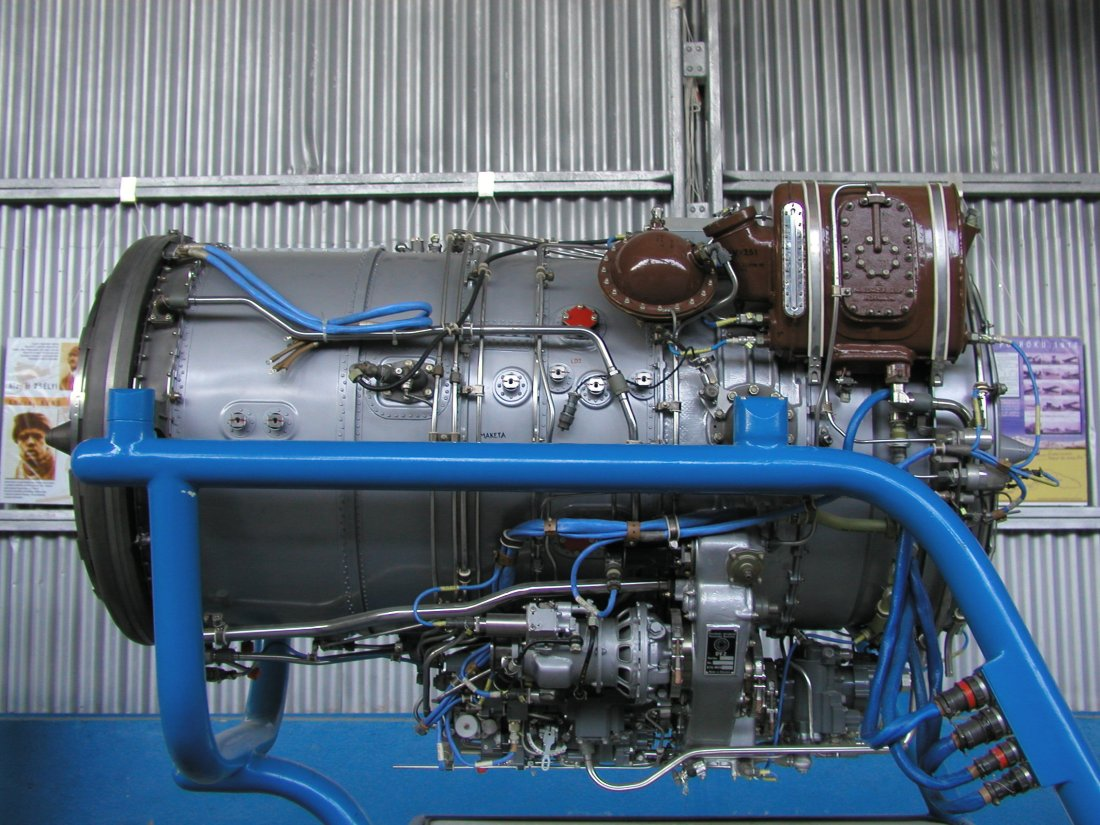
DV-2 ターボファンエンジン

DV-2（ロシア語：ДВ-2デヴェー・ドヴァー）は、2軸式のターボファンエンジンで、原型はソビエト連邦のイーウチェンコ設計局（OKB-478）が1982年-1987年にかけて開発した。推力は4,850lbfで燃料消費は海面高度で静止状態で最高出力の状態で0.593lb/hr/lbfである。

## 概要
元々はL-39 アルバトロス練習機に搭載される予定であったが開発が遅れ、L-39MS試作機はAI-25の派生型のAI-25TLを搭載した。
1991年、チェコスロバキアのSzics社で最初の16基が生産された。生産は停滞し、1991年-1992年までに5基が生産されただけであった。
L-39型の西側への輸出型L-59は、チェコ製のエンジンが選択された。大規模な生産が見込まれる。既に納入された39MSを搭載したLシリーズにもエジプト、チュニジアでの強化されたDV-2Sが同様に供給される。
後にロシアとウクライナも同様に強化した。Provažské strojárneとロシアのクリモフは共同でDV-2S チップジェットと改名したRD-35 エンジンをYak-130練習機に搭載した。ウクライナのプログレス社が設計したイーウチェンコ DVとDV-12-22, AI-22と後に改名したDV-2を原型とするエンジンはTu-324旅客機に搭載される。
DV-2軍用版はファンの推力に比べてガスタービンの推力がかなり少ない珍しい設計である。2段軸流式低圧圧縮機と1段高圧遠心圧縮機から構成される。
この軍用エンジンの特徴の一つとして単段のファンである事が上げられる。多くの練習機と軍用のエンジンは複数段のファンだが、単段のファンは通常、保存された民間機や軍用輸送機で見られる。プログレス社はDV-2において超低推力（推力/空気の流れ）サイクルを選択した。そのため単段のファンは通常の単段のファンよりも高い圧縮比を持つ。
通常の軍用ターボファンよりもバイパス比は高い。スロバキアなどでも生産された。

## 仕様
- 重量：475kg
- 空気流量：49,5kg/s
- 圧縮比：15,5
- バイパス比：1,46
- タービン入り口温度：1,380K
- 最大推力：21,58kN
- 燃料消費率：0,061kg/N/h